# Boeing Boeing (film)
Pour les articles homonymes, voir Boeing Boeing.
Pour plus de détails, voir Fiche technique et Distribution.
Boeing Boeing est un film américain réalisé par John Rich en 1965, d'après la pièce éponyme de Marc Camoletti.

## Thème
Une comédie à la fois légère et divertissante tout en gardant son esprit théâtral agréable roule délicatement d'une scène à l'autre. Le thème est basé sur un dragueur sympathiquement doux.  Une polygamie à la fois cocasse, savoureuse et comique grâce d’un Tony Curtis charmant et subtile et d’un Jerry Lewis décontracté et amusant. Ainsi les demoiselles se glissent entre les sourires attachants d’un dragueur flatteur. Les gestes de ce grand séducteur (Tony Curtis) en vue d'entretenir ses aventures, soutenus par un dialogue exquis caressent délicatement les spectateurs.

## Synopsis
Bernard Lawrence (Tony Curtis), correspondant de presse dans un grand magazine à Paris joue également les séducteurs. Il a trois maîtresses hôtesses de l'air toutes différentes les unes les autres et dans des compagnies différentes. Il doit déployer toute l'attention pour que ces femmes ne se rencontrent pas en même temps. Il est secondé dans cette triple vie par la vaillante Bertha, cuisinière et femme de ménage, qui veille à ce que chacune, à son arrivée, se retrouve « chez elle » avec son linge dans les tiroirs, sa photo dans le cadre, et son plat préféré qui mijote dans la cuisine. Mais voilà que de nouveaux avions, plus rapides, perturbent et désorganisent le méticuleux planning du triple jeu. Son ami et collègue Robert Reed (Jerry Lewis) l'aide dans toute cette situation, où il tente de s'immiscer. Le rythme s'accélère, avec les arrivées imprévues des trois hôtesses, auxquelles les deux compères tentent de faire face. Jusqu'au télescopage final, où ils ne peuvent que prendre la fuite.

## Fiche technique
- Titre original : Boeing Boeing
- Titre français : Boeing Boeing
- Réalisation : John Rich, assisté de Serge Piollet
- Scénario : Edmund Hartmann et Danny Arnold d'après la comédie de Marc Camoletti
- Musique : Neal Hefti
- Directeur de la photographie : Lucien Ballard
- Montage : Warren Low et Archie Marshek
- Direction artistique : Hal Pereira et Walter H. Tyler
- Création des costumes : Edith Head
- Producteur : Hal B. Wallis
- Producteur exécutif : Joseph Hazen
- Producteur associé : Paul Nathan
- Société de production : Wallis Hazen
- Société de distribution : Paramount Pictures
- Pays de production :  États-Unis
- Langue : anglais - français - allemand
- Genre : Comédie
- Durée : 102 minutes
- Son : Mono
- Image : Couleurs (Technicolor)
- Ratio écran : 1.78:1
- Négatif : 35 mm
- Procédé cinématographique : Sphérique
- Dates de sortie :
  - États-Unis : 22 décembre 1965
  - France : 13 mai 1966

## Distribution
- Tony Curtis (VF : Michel Roux) : Bernard Lawrence
- Jerry Lewis (VF : Jacques Dynam) : Robert Reed
- Dany Saval : Jacqueline Grieux, l'hôtesse d'Air France
- Suzanna Leigh : Vicky Hawkins, l'hôtesse de British United Airways
- Christiane Schmidtmer (en) : Lise Bruner, l'hôtesse de la Lufthansa
- Thelma Ritter (VF : Marie Francey) : Bertha
- Eugene Borden : le chauffeur de taxi français
- Lomax Study : Pierre
- Françoise Bush : Françoise

## Autour du film
- Dans la version originale, le commentaire du générique de début est en anglais, avec un accent français prononcé. Dans la version française, c'est Darry Cowl qui s'en charge avec une diction volontairement bafouillante.

## DVD (France)
Le film a fait l'objet d'une édition sur le support DVD en France :
- Boeing Boeing (DVD-9 Keep Case) sorti le 3 avril 2019 édité par LCJ Editions et distribué par Warner Bros. Home Entertainment France. Le ratio écran est en 1.78:1 panoramique 16:9. L'audio est en Français et Anglais Mono Dolby Digital avec présence de sous-titres français. La durée du film est de 98 minutes. Pas de suppléments présents. Il s'agit d'une édition Zone 2 Pal[1].